# Morteaux-Coulibœuf

Morteaux-Coulibœuf este o comună în departamentul Calvados, Franța. În 1 ianuarie 2022 avea o populație de 607 de locuitori.